# Please (Toni Braxton-låt)
"Please" är en hiphop-inspirerad R&B-låt framförd av den amerikanska sångerskan Toni Braxton, komponerad av Scott Storch, Makeba Riddick, Vincent Herbert och Kameron Houffett för Braxtons femte studioalbum Libra (2005).
Olikt äldre singlar av Toni Braxton, är "Please" i upptempo som ett resultat i sångerskans önskan att försöka "förnya" sin image. Det basdrivna spåret producerades med tanke på Braxtons mediadiskuterade privatliv. I låttexten skjuter sångerskan olika rykten ifrån sig med vassa repliker och mothugg. "Please" valdes som skivans ledande singel och gavs ut i USA den 30 maj år 2005. Singeln märkte sångerskans återkomst efter ett tre år långt avbrott i musikkarriären och även hennes debut under det nya skivbolaget Blackground Records. 
Låten hade till en början stor framgång i USA med över 40 "addar" hos radiostationer samt över två miljoner streamningar. Trots detta debuterade inte "Please" på några singellistor förrän i oktober senare under året, på grund av att Blackground inte marknadsförde singeln tidigare. Låten höll sig kvar i fyra veckor på R&B-listan Hot R&B/Hip-Hop Songs (#36) samtidigt som den missade att ta sig in på Billboard Hot 100 med fyra placeringar (#4 Bubbling Under Hot 100 Singles).  Låten blir av dessa anledningar den hittills sämst listpresterande ledande singeln i Braxtons karriär.
"Please" blev den första och sista singeln från Libra som hade en medföljande musikvideo. 

## Bakgrund
År 2003 lämnade Toni Braxton LaFace Records, skivbolaget som hjälpt henne bli en av 1990-talets största artister med hits som "Un-Break My Heart" (1996) och "He Wasn't Man Enough" (2000). Braxton skrev på för sin manager Barry Hankerssons Blackground Records som hjälpt artister som Aaliyah och Jojo. Efter att ha skrivit på det nya skivkontraktet påbörjade Braxton arbetet på sitt femte studioalbum Libra.
Braxton skapade först ett album tillsammans med sin dåvarande make Keri Lewis. Blackground ansåg dessvärre att innehållet inte var tillräckligt "kommersiellt" och uppmanade henne att återvända till inspelningsstudion för att skapa ytterligare musik. Braxton var under press då hon under de tre senaste åren upplevt en stor nedgång i popularitet och en rad mindre framgångsrika utgivningar. Hon tyckte att det var svårt att modernisera det sound som gjort henne känd under 1990-talet. Blackgrounds ägare, Universal Records och dess internationella filialer, gav Braxton konstruktiv feedback och uppmuntran. Som på föregående album, More than a Woman (2002), ville Braxton föryngra sitt varumärke och stil genom att ta kliv bort från adult contemporary och istället sikta på ett mer tidsenligt hiphop-sound. Förhoppningen var att lyckas med en genre-övergång likt den Mariah Carey gjorde under tidigt 2000-tal när hon gick från pop till hiphop-influerad R&B.

## Inspelning och komposition

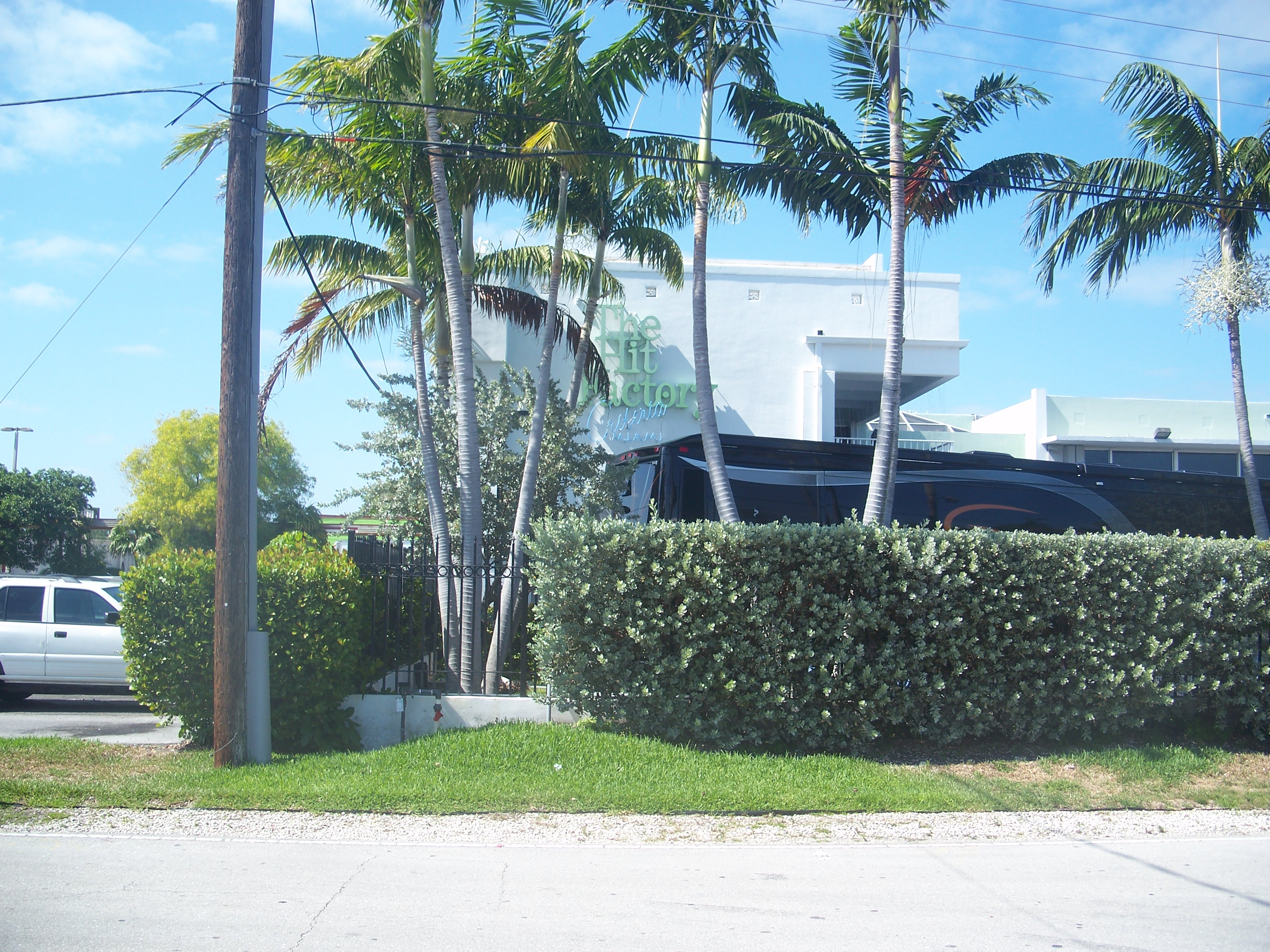
Låten spelades in vid Hit Factory i Miami.

"Please" skrevs av Braxtons vän och tidigare samarbetspartner Vincent Herbert som bland annat skrev Braxtons hitlåt "How Many Ways". Ytterligare låttext skapades av Makeba Riddick, Kameron Houffett samt Scott Storch. Låten blev Braxtons första samarbete med Storch som skötte produktionen. Braxtons sång arrangerades av hennes make Keri Lewis med bakgrundssång framförd av henne själv, systern Tamar Braxton, Makeba Riddick, Kim Johnson och Keri Hilson. "Please" spelades in av Kameron Houff och var en av flera som Braxton skapade i inspelningsstudion The Hit Factory Criteria i Miami, Florida. Den mixades Dave "Natural Love" Russell medan Chris Gehringer hade ansvar för mastering.
"Please" har en speltid på tre minuter och femtionio sekunder (3:59). Kompositionen skiljer sig mycket från Braxtons tidigare ballader och midtempos då den är i snabbare takt. Den kategoriseras som R&B men med hjälp av Storch hämtar kompositionen influenser från hiphop. Den beskrevs som "vågad" och "dominerande" med en "bultande" basgång och vassa fiol-drag. Braxton beskrev "Please" som "ghetto fabulös- men elegant". Om stiländringen på låten sa Braxton: "Det är viktigt att förnya sig själv. Du vill inte komma tillbaka likadan, med samma musik och samma stil."

## Utgivning och mottagande
Spåret gavs ut som huvudsingeln från sångerskans album den 30 maj 2005, och blev Braxtons första utgivning under sitt nya skivbolag Blackground Records. Inför singelreleasen beskrev sångerskan spåret som "ghetto-fabulöst, men fortfarande elegant". För att undvika att bli satt i samma roll om och om igen var "Please" i upptempo, till skillnad på hennes långsamma signaturballader. "Det är viktigt att man försöker förnya sig själv i den här industrin. Man vill ogärna komma tillbaks på samma sätt, med samma sound och samma stil som man haft innan", förklarade Braxton i en intervju med Ebony Magazine.

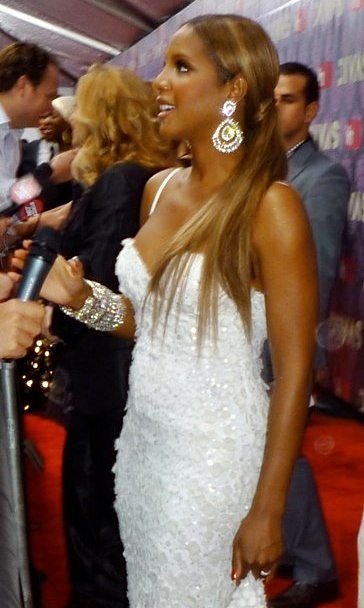
Toni Braxton.

"Please" bemöttes med mestadels positiv kritik från de flesta musikrecensenter. Andy Kellman vid Allmusic var inte särskilt imponerad av Libra i helhet men lyfte fram "Please" som en av skivans höjdpunkter. Tammy La Gorce vid Amazon.com skrev att låten tillhörde den bästa delen av skivan och var en bra introduktion till skivans bästa låt, balladen "Trippin' (That's the Way Love Works)". Billboard uppskattade att Braxtons sång låg i center och inte kom i skymundan för den moderna R&B-kompositionen. "Få av 90-talets R&B-divor har överlevt millennieskiftet men Braxton gör sig självsäkert påmind med 'Please'. Låten är packad med melodier och sång-aerobics som fastnar i hjärnan."  Sal Cinquemani vid Slant Magazine var mindre imponerad och skrev att låten var "lätt att glömma bort". Han skrev; "Låten fortsätter där More Than a Woman slutade men resten av skivan letar sig tillbaka till Braxtons tidigare framgångar i form av ballader."

## Musikvideo
Musikvideon till "Please" regisserades av Chris Robinson och hade amerikansk premiär den 13 maj 2005. Videon har ingen handling utan istället ett starkt sexuellt tema. Den visar sångerskan framföra låten i olika miljöer, några av dem skapade framför en greenscreen. I en intervju sa sångerskan; "Jag tror det är viktigt att elda till det lite när man börjar bli äldre, för att visa människor att man fortfarande har 'det'. Jag är väldigt kort och har inte stora tuttar eller långa ben men inuti har jag alltid känt mig sexig. Jag vill att det ska synas i videon." I de första sekvenserna står Braxton i en mörk omgivning bärandes en kortklippt frisyr. Kritiker uppskattade looken och ansåg att den påminde om sångerskans tidiga karriär. Braxton har på sig en avslöjande baddräktsliknande kreation. Strålkastare punktbelyser olika delar av hennes kropp medan sångerskan berör sig själv. När refrängen börjar står Braxton i mitten medan en grupp kvinnor dansar och spelar fiol runt om henne. Under verserna "I got to breathe/Please, back up off of me" rör sångerskan vid sin hals samtidigt som hon utför danskoreografi sittande på golvet. Efter första refrängen har omgivningen byts och framföraren en ny stil, långt hår och en svart klänning. Hon poserar på golvet och syns krypa på alla fyra. I andra scener bär sångerskan vita kläder medan hon poserar framför en manlig fotograf. En ny omgivning introduceras senare där sångerskan står i en mörk trappuppgång iklädd en lång vit klänning. Hon betraktar något utanför fönstret och ler hemlighetsfullt mot kameran. De sista scenerna visar Toni i en grå kostym nu med långt plattkammat hår. Hon sjunger de sista verserna på låten samtidigt som män tonar upp sig från sidorna för att bjuda ut henne. Hon slår deras händer ifrån sig och lämnar rummet med ett irriterat ansiktsuttryck.

## Kommersiell prestation
"Please" hade premiär på amerikansk radio i mitten av mars 2005. Den 4 maj gjordes låten tillgänglig och blev den näst mest "tillagda" låten under veckan med över 40 "addar" hos amerikanska radiostationer som spelade musik inom Urban AC-formatet. Den 30 maj fanns singeln tillgänglig för nedladdning. I julis utgåva av Billboard Magazine visade statistik att "Please" fortfarande ökade i antal spelningar på radio. Låten rankades också på en 19:e plats över de mest streamade låtarna med över två miljoner lyssnare.
Trots att singeln gavs ut under det första kvartalet av året började inte Blackground Records att marknadsföra låten förrän under hösten (något som bidrog till att Braxton senare lämnade bolaget). Den 4 oktober uppträdde Braxton med den nya singeln vid The Ellen DeGeneres Show och senare den 10 december vid The Tom Joyner Show. Tack vare den sena marknadsföringen hade dessvärre den kommersiella utvecklingen av låten hade avstannat. "Please" debuterade på en 40:e plats på USA:s R&B-lista Hot R&B/Hip-Hop Songs. Två veckor senare klättrade låten till sin topp-position på topplistan; en 36:e plats. Två veckor senare föll singeln ur listan och blir följaktligen sångerskans sämst listpresterande ledande singel i karriären.
Singeln misslyckades att ta sig in på Billboard Hot 100 men tog sig till en 4:e plats på Bubbling Under Hot 100 Singles.

## Format och låtlistor
| 1. | ”Please” (LP Version)   | 3:58 |
| 2. | ”Please” (Instrumental) | 3:58 |
| 3. | ”Call Out Hook”         | 0:18 |

| 1. | ”Please” (LP Version)   | 3:58 |
| 2. | ”Please” (Instrumental) | 3:58 |

| 1. | "Please" (DJ Strobe Mixshow Mix)           | 6:22 |
| 2. | "Please" (Jason Nevins Rock Da Club Remix) | 7:37 |

| 1. | ”Please” | 3:57 |

| 1. | "Please" | 3:58 |

## Medverkande
Information hämtad från den Europeiska CD-singeln av "Please".
- Låtskrivare – Kameron Houff, Makeba Riddick, Scott Storch, Vincent Herbert
- Produktion – Scott Storch
- Produktion (sång) – Keri Lewis
- Ljudmixning – Dave "Natural Love" Russell
- Inspelning – Kameron Houff
- Mastering – Chris Gehringer
- Bakgrundssång – Keri Lynn Hilson, Kim Johnson, Makeba Riddick, Tamar Braxton, Toni Braxton

## Topplistor
| Lista (2005)                                   | Högsta listplacering |
| ---------------------------------------------- | -------------------- |
| USA Hot R&B/Hip-Hop Songs (Billboard)          | 37                   |
| USA Bubbling Under Hot 100 Singles (Billboard) | 4                    |
| USA Adult R&B (Billboard)                      | 7                    |

## Utgivningshistorik
| Region | Datum      | Format                  | Skivbolag           |
| ------ | ---------- | ----------------------- | ------------------- |
| USA    | 2 maj 2005 | Radio (Urban AC, Urban) | Blackground Records |